# (15386) Nicolini
(15386) Nicolini (1997 ST4) – planetoida z pasa głównego asteroid okrążająca Słońce w ciągu 3,65 lat w średniej odległości 2,37 j.a. Odkryta 25 września 1997 roku.